# Kaishan si
Kaishan si (chiń. upr. 开善寺; chiń. trad. 開善寺; pinyin Kāishànsì) – chiński klasztor z okresu dynastii Tang.

## Historia klasztoru
Klasztor został założony w okresie dynastii Tang, przed wybudowaniem wioski Xincheng w 832 roku. Gdy w 929 roku otoczono tę miejscowość murem, klasztor znalazł się w północno-wschodnim rogu miasteczka. W pobliżu znajduje się miasto Gaobeidian leżące w prefekturze Baodian prowincji Henan. Lokalni mieszkańcy nazywali go Dasi - Wielkim Klasztorem.
Klasztor nieustannie się rozwijał i jego waga rosła aż do ostatnich wieków, kiedy zaczął podupadać. Jeszcze w XVI wieku był to bardzo wielki klasztor, prawdopodobnie w apogeum swojego rozwoju. W XX wieku stracił całkowicie na znaczeniu. W 1928 roku główny budynek klasztoru Daxionbao zaczął pełnić funkcje edukacyjne związane z postacią Sun Jat-sena. Klasztor przestał zupełnie spełniać funkcje świątynne. Przez jakiś czas był nawet magazynem broni, a po 1949 roku stał się spichlerzem.
W czasie rewolucji kulturalnej na terenie klasztornym wybudowano wiele budynków, które zniszczyły otoczenie klasztoru. 
W 2001 roku opracowano projekt restauracji klasztoru i przystąpiono do kilkuletniej odbudowy i przywracania mu poprzedniego wyglądu. Prace te, fundowane przez rząd, zostały zakończone w roku 2007.

## Obiekty architektoniczne
- Daxiongbao Hall (大雄宝殿 Dàxíongbǎo diàn) - Budynek Wielkiego Bohatera czyli Buddy Śakjamuniego lub Budynek Mahawiry.

Jest to najstarszy obiekt w klasztorze, datowany na 1033 rok, czyli pochodzi z okresu dynastii Liao. Jego długość sięga 30,4 metra a szerokość (głębokość) 18,5 metra. Jest wybudowany na kamiennej platformie o wysokości 1,11 metra. Tylne i boczne kolumny są lekko przechylone do wnętrza, co było często wykorzystywane w budowlach przez okresem dynastii Yuan. Stoją na kwadratowych bazach i wspierają masywne okapy.
Prawdopodobnie przed 1928 rokiem budynek był poświęcony bodhisattwie Guanyin, która stała pomiędzy czterema ezoterycznymi bodhisattwami. W budynku znajdowały się również wyobrażenia arhatów (chiń. luohan).
Wartościowe dziedzictwo tego budynku rozpoznano dopiero pod koniec XX wieku.

## Adres klasztoru
- Kaishansi, Xincheng Town, Gaobeidian, Hebei, 074001, China

## Galeria

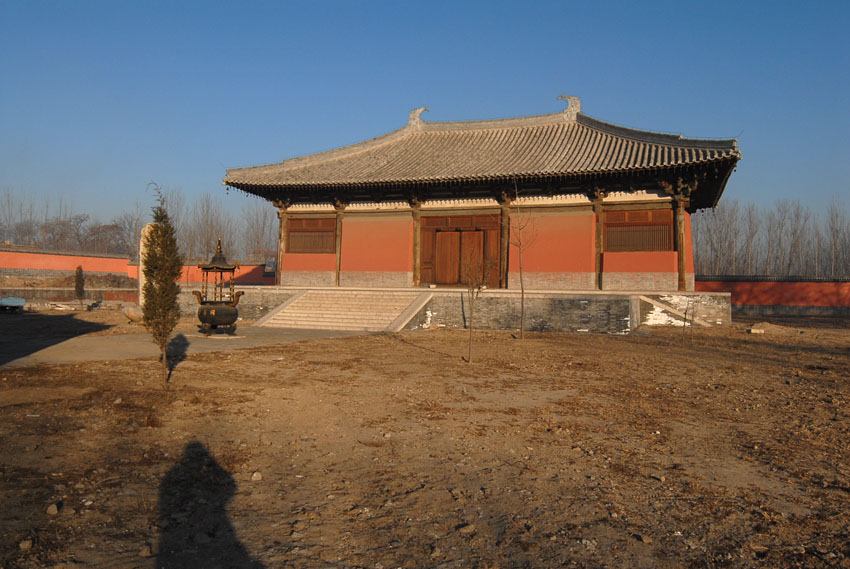